# (Діацетоксийодо)бензол
(Діацетоксийодо)бензол (або феніліодін (III)діацетат (PIDA)), є гіпервалентною йодною хімічною речовиною з формулою C
6H
5I(OCOCH
3)
2. Використовується як окислювач, каталізатор, активатор C-H в органічній хімії. Існує у вигляді порошку.

## Підготовка
Цей реагент був вперше отриманий Конрадом Вілгеродтом шляхом реакції йодобензолу із сумішшю оцтової кислоти та параоцтової кислоти :
C6H5I + CH3CO3H + CH3CO2H → C6H5I(O2CCH3)2 + H2O
PIDA може також бути отриманий з йодозобензолу та льодовикової оцтової кислоти :
C6H5IO + 2CH3CO2H → C6H5I(O2CCH3)2 + H2O

Є відомими більш новіший метод добування цієї речовини,використовуючи йод,оцтову кислоту та бензол. Окислювачем може виступати перборат натріюабо персульфат калію:
C6H6 + I2 + 2CH3CO2H + K2S2O8  → C6H5I(O2CCH3)2 + KI + H2SO4 + KHSO4
(Діацетоксийодо)бензол є, технічно, гіпервалентною молекулою, оскільки атом йоду в молекулі виявляє +3 ступінь окиснення(він є гіпервалентним), що зумовлює більшу кількість ковалентних зв'язків, ніж зазвичай. Він виявляє Т-подібну геометрію, де фенільна група займає одне з трьох можливих екваторіальних положень тригональної біпіраміди (вільні електронні пари посідають два інших місця). Атоми кисню з ацетатних груп розташовуються в аксіальних положеннях. Але «Т» форма є спотвореною, кути зв'язку феніл-C до I до ацетату-O менші за 90°. Через дослідження кристалічної структури було виявлено орторомбічні кристали у просторовій групі Pnn 2. Також були встановлені справжні розміри елеменарної комірки.Довжина зв'язків навколо атома йоду становила 2,08 Å до атомів вуглецю фенілу та дорівнювала 2,156 Å до атомів кисню ацетату. Ця друга кристалічна структура змогла пояснити спотворення геометрії молекули наявністю двох слабких інтермолекулярних йод — оксиген зв'язків. В ній, геометрію кожного йоду можна пояснити як п'ятикутну площинну (пентагональну планарну) структуру, яка складається з трьох сильних та двох слабких вторинних зв'язків.

## Реакції
Одним із застосувань PIDA є виготовлення подібних реагентів шляхом заміщення ацетатних груп. До прикладу, сполуку можна використовувати для отримання (біс(трифторацетоксі)йодо)бензолу (феніліодин(III) біс(трифторацетат), PIFA) нагріванням у трифторуксусній кислоті :
PIFA можна використовувати для проведення перегрупування Гофмана за слабкокислих умов, а не в традиційно використовуваних сильнолужних умовах. Декарбонілювання N -захищеного аспарагіну за Гофманом було продемонстровано за допомогою PIDA, що забезпечує шлях до похідних β-аміно-L-аланіну.
PIDA також використовується в окисленні Суареса, де фотолізом гідроксильних сполук у присутності PIDA можуть бути утворені циклічні ефіри
Ця властивість діацетоксийодобензолубула використана в кількох повних синтезах, таких як повний синтез (−)-маюцину, (−)-Джіадифеноксолану А та цефаноліду А